# Rurik Ahlberg
Rurik Sylvester Ahlberg, född 1972 i Helsingfors, är finländsk kommundirektör i Korsholm sedan år 2007.
Ahlberg har studerat vid Åbo Akademi och blev politices licentiat 2001. Ahlbergs avhandling pro gradu (1998) som behandlade demokratiseringen av de ryska regionerna valdes till bästa statsvetenskapsliga avhandling nämnda år. Under studietiden intresserade han sig mycket för studier i de forna kommuniststaterna. I slutet av studietiden blev han mera indragen i det politiska arbetet och han engagerade sig i Svensk Ungdom, en organisation som han varit både viceordförande och ordförande för arbetsutskottet för under andra hälften av 1990-talet. Med tiden förde intresset honom till uppdrag i riksdagen, olika ministerier och EU-parlamentet. I EU-parlamentet arbetade han främst med frågor som hade anknytning till visumpolitik.

## Arbetskarriär
- Assistent för riksdagsledamot Pehr Löv 1998-1999
- Gruppsekreterare för Svenska riksdagsgruppen 1999-2002
- Specialmedarbetare för omsorgsminister Eva Biaudet 2002-2003
- Specialmedarbetare för andra finansminister Ulla-Maj Wideroos 2003-2004
- Specialmedarbetare för europaparlamentariker Henrik Lax 2004-2007
- Kommundirektör i Korsholm 2007-

## Studier
- Student från Sibbo gymnasium 1991
- Studier i ryska vid Pedagogitjeskij institut imeni Gertsena i Sankt Petersburg 1994-1995
- Politices magister från Åbo Akademi 1998
- Politices licentiat från Åbo Akademi 2001

## Artiklar
- Economic Development, Civil Society and Democratic Orientation: A Study of the Russian Regions publicerad i Journal of Communist Studies and Transition Politics, september 2000
- En ofullständig federal struktur - legitimitetsförsvagande aspekter i Ryssland och EU publicerad i Finsk tidskrift 6/2001
- Hur Ryssland plundrades tillsammans med Rurik Holmberg, publicerad i Finsk tidskrift 10/2001
- Juntfinland finns inte mer publicerad i Låt dem tala – sju unga grepp om individ, samhälle, framtid, 2004
- Ja-sägarnas konsensus publicerad i Enligt vårt förmenande, 2012

## Övrigt
- Resursperson för ryska ungdomsorganisationer i Europarådets projekt "Long Term Training Course" vid fem skolningstillfällen varav de flesta i Ryssland, mars 1996 - augusti 1998
- Kandidat i Europaparlamentsvalet 1999 och kommunalvalet i Helsingfors 2000, Svenska folkpartiet
- Suppleant i affärstjänstnämnden i Helsingfors, 1998-2000
- Suppleant i tekniska nämnden i Helsingfors, 2000-2004
- Kolumnist i Magma, 2010-2011
- Kolumnist i Hufvudstadsbladet, 2013-
- Kandidat i finska riksdagsvalet 2015 för Svenska folkpartiet[2]